# Поликсен (сын Агасфена)
Поликсен (др.-греч. Πολύξενος, у Гомера Πολύξεινος). Персонаж древнегреческой мифологии, из Элиды. Сын Агасфена и Пелориды, внук Авгия. Получил скот, похищенный тафийцами из Микен, который затем выкупил Амфитрион (очевидно, тот же персонаж, хотя здесь хронологическая путаница).
Жених Елены. Участник Троянской войны, привёл 10 кораблей (либо 40 кораблей), невредимым вернулся из-под Трои. Отец Амфимаха и дед Элея II. Его гостем был Одиссей.